# Slivnica (gmina Dimitrovgrad)
Slivnica (cyr. Сливница) – wieś w Serbii, w okręgu pirockim, w gminie Dimitrovgrad. W 2011 roku liczyła 5 mieszkańców.